# Рубусин, Сергей Михайлович
Серге́й Миха́йлович Рубусин (24 января 1924 — 2 февраля 1945) — красноармеец Рабоче-крестьянской Красной Армии, участник Великой Отечественной войны, Герой Советского Союза (1945).

## Биография
Сергей Рубусин родился 24 января 1924 года в Барнауле. После окончания начальной школы проживал в Семипалатинске, работал на местном литейном заводе. В сентябре 1942 года Рубусин был призван на службу в Рабоче-крестьянскую Красную Армию. С августа 1943 года — на фронтах Великой Отечественной войны.
К февралю 1945 года красноармеец Сергей Рубусин был огнемётчиком 47-го отдельного батальона ранцевых огнемётов 23-й моторизованной штурмовой инженерно-сапёрной бригады 13-й армии 1-го Украинского фронта. Отличился во время освобождения Польши. 2 февраля 1945 года во время боёв за Штейнау (ныне — Сцинава) Рубусин лично уничтожил более 20 вражеских солдат и офицеров, но и сам погиб. Похоронен в Сцинаве.
Указом Президиума Верховного Совета СССР от 10 апреля 1945 года красноармеец Сергей Рубусин посмертно был удостоен высокого звания Героя Советского Союза. Также посмертно был награждён орденом Ленина.

## Память
- В городе Барнауле в честь героя названа улица.
- Имя увековечено на Мемориале Славы в Барнауле. Включен в Энциклопедию Алтайского края.
- В городе Семей (Казахстан), в честь Рубусина названа улица.